# Sabicea dewevrei
Sabicea dewevrei là một loài thực vật có hoa trong họ Thiến thảo. Loài này được De Wild. & T.Durand miêu tả khoa học đầu tiên năm 1901.